# 3955 Bruckner
3955 Bruckner (1988 RF3) là một tiểu hành tinh vành đai chính được phát hiện ngày 9 tháng 9 năm 1988, bởi Freimut Börngen ở Tautenburg.